# Eucarazzia
Eucarazzia är ett släkte av insekter. Eucarazzia ingår i familjen långrörsbladlöss.
Kladogram enligt Catalogue of Life:
| Eucarazzia | \| \| Eucarazzia caucasica \| \| \| \| \| \| Eucarazzia elegans \| \| \| \| |
|            | \| \| Eucarazzia caucasica \| \| \| \| \| \| Eucarazzia elegans \| \| \| \| |
|            | Eucarazzia caucasica                                                        |
|            |                                                                             |
|            | Eucarazzia elegans                                                          |
|            |                                                                             |